# Mammillaria xaltianguensis
Mammillaria xaltianguensis är en kaktusväxtart som beskrevs av Sánchez-mej. Mammillaria xaltianguensis ingår i släktet Mammillaria och familjen kaktusväxter.

## Underarter
Arten delas in i följande underarter:
- M. x. bambusiphila
- M. x. xaltianguensis